# Conventions de nommage des navires japonais
Les noms de navires japonais suivent des conventions différentes de celles typiques de l'Occident. Les noms de navires de commerce contiennent souvent le mot maru à la fin, tandis que les navires de guerre ne portent jamais le nom de personnes, mais plutôt d'après des choses telles que des montagnes, des îles, des phénomènes météorologiques ou des animaux.

## Navires de commerce
Le mot maru(丸, « cercle ») est souvent associé aux noms de navires japonais. Le premier navire connu pour suivre cette pratique est le Nippon Maru, navire amiral de la flotte du daimyo Toyotomi Hideyoshi au XVIe siècle.
Aujourd'hui, de nombreux navires commerciaux et privés sont encore nommés en utilisant cette convention.

## Navires de guerre

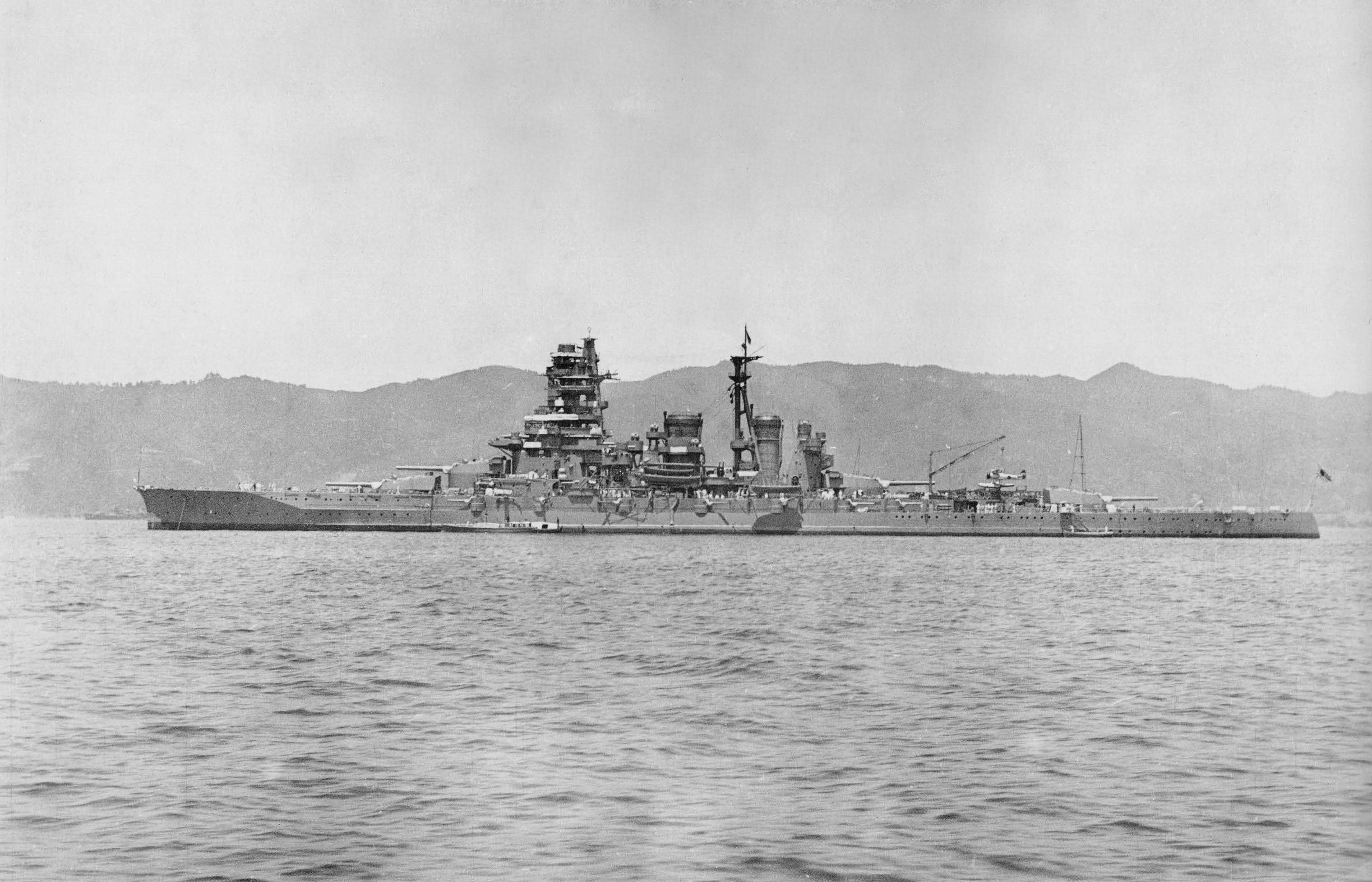
Le Kirishima, croiseur de bataille de, est nommé d'après les monts Kirishima dans la préfecture de Kagoshima.

Le 23 avril 1905, le ministre de la Marine Yamamoto Gonnohyōe présente une nouvelle norme de nommage des navires qui est actée le 1er août 1905.
- Les cuirassés sont nommés d'après des provinces, ou des noms alternatifs du Japon (exemples : Nagato, Yamato, Fusō) ;
- Les croiseurs cuirassés — première classe — (et plus de 7 500 tonnes de déplacement) d'après des montagnes (Kongō, Akagi) ;
- Les croiseurs protégés — deuxième classe —  (et plus de 3 500 tonnes et moins de 7 500 tonnes de déplacement) prennent l'initiale Ni (に) ;
- Les croiseurs de troisième classe (en) (moins de 3 500 tonnes de déplacement) : prennent l'initiale Ha (は) ;
- Les autres noms de navires sont nommés par le ministre de la Marine.

Cependant, les croiseurs de deuxième et troisième classe se sont retrouvés avec des noms de rivière parce que cela devenait compliqué (Tone, Chikuma).
De plus, sur différentes périodes :
- Les destroyers portent le nom de phénomènes météorologiques, vents, marées, courants, vagues, lunes, saisons ou d'autre phénomènes naturels, ainsi que des plantes (Ikazuchi, Oyashio) ;
- Les sous-marins portent des numéros consécutifs à partir de 1 (sous-marins de la Classe Type 1).

Après la Seconde Guerre mondiale, une nouvelle convention est établie.